# Theodoros Papagiannis
Theodoros Papagiannis (griechisch Θεόδωρος Παπαγιάννης, * 1942 in Elliniko, Präfektur Ioannina, Griechenland) ist ein griechischer Künstler, der in Athen lebt und dort als emeritierter Professor der Kunsthochschule arbeitet.

## Laufbahn
Der im epirotischen Dorf Elliniko geborene Papagiannis formte schon als Kind seine ersten Skulpturen, zum Beispiel die Köpfe von Dorfbewohnern.
Von 1960 bis 1967 studierte er als Stipendiat an der Hochschule der Bildenden Künste Athen bei Giannis Pappas (Bildhauerei) und Nikos Kerlis (Gips- und Kupferguss) und erhielt Diplome in Kunsttheorie und Angewandter Kunst. Es folgte ein zweijähriges Studium antiker griechischer und mediterraner Kunst mit Forschungsreisen nach Kreta, Zypern, Kleinasien, Ägypten und in die Levante. 1970 begann er seine akademische Laufbahn als Assistent von Giannis Pappas.
1972 leitete er eine wissenschaftliche Forschungsarbeit von Studenten der Athener Kunsthochschule in Zagorochoria/Epirus, bei der traditionelle Holzschnitzereien, Steinskulpturen und lokale architektonische Besonderheiten erforscht wurden.
1991 wurde er zum ordentlichen Professor der Bildhauerei an der Hochschule der Bildenden Künste Athen ernannt.
1997 verbrachte er einen viermonatigen Forschungsaufenthalt in den USA.
Im Jahr 2009 wurde das von ihm selbst geschaffene Museum Zeitgenössischer Kunst Theodoros Papagiannis in der ehemaligen Grundschule in Elliniko-Katsanochoria/Ioannina eingeweiht.

## Werk
Papagiannis stammt aus Epirus, einem kargen Gebirgsland mit Dörfern, deren graue Steinarchitektur sich kaum vom herben Hintergrund abhebt. Diese Herkunft prägte einen Stil, der Respekt und Sparsamkeit gegenüber den vielfältigen Materialien bekundet, die er für seine Arbeiten verwendet. Viele seiner Werke erinnern in ihrer Schlichtheit an die Skulpturen der Kykladenkultur. In einem Kommentar zum Museumskatalog bezeichnet die Professorin für Kunstgeschichte, Marina Lambraki-Plaka, seine Kunst als zeitgenössisch mit einem antiken „touch“. Ein weiterer Aspekt seiner Heimat ist in seinen Stil eingeflossen und hat ihn bereichert: Epirus, besonders die Hauptstadt Ioannina, ist als Zentrum traditionellen Kunsthandwerks bekannt. Vor allem seinen jüngeren Werken, die teilweise reich mit silberschmiedeartigem Dekor versehen sind, ist diese post-modernistische Rückkehr zu lokalen Traditionen anzusehen.
Von den vielen Ausstellungen des Künstlers seit 1975 seien hier nur einige wenige aufgeführt: 1994 Zürich, 1995 London und Nikosia, 1996 Athen und Genf; zusammen mit anderen Künstlern auch in Sofia, Budapest und Paris. Papagiannis leitete im letzten Jahrzehnt eine Reihe internationaler Workshops und Symposien, z. B. 2007 mit der Universität der Künste Berlin in Athen und 2008 mit der Mailänder Accademia di Belle Arti di Brera in Delphi.
Statuen (Auswahl)
- 1986 Eleftherios Venizelos, Ioannina
- 2000 General George C. Marshall, Amerikanische Botschaft Athen

Münzen/Medaillen (Auswahl)
- 1979 Silbermünze für den Eintritt Griechenlands in die EU
- 1982 Neun Münzen zum Gedenken an die Leichtathletik-Europameisterschaften in Athen
- 1983 Gedenkmünze zum 100. Geburtstag von George Nicolas Papanicolaou
- 1988 Medaille für die Aristoteles-Universität Thessaloniki zum Gedenken an 1000 Jahre Christentum in Russland

Monumente (Auswahl)
- 1988 Denkmal für die Griechische Revolution in Volos

Interieurs (Auswahl)
- Rezeption und Foyer im Hilton-Hotel, Korfu

Publikationen (Auswahl)
- 1985 Th. Papayiannis, 250 Seiten, erste Schaffensperiode 1970–1985
- 1990 Th. Papayiannis, 320 Seiten, zweite Schaffensperiode 1985–1990

Theodoros Papagiannis erhielt viele Preise bei nationalen und internationalen Wettbewerben. 2006 bekam er den ersten Preis in einem internationalen Wettbewerb für „The Runners“ auf dem O’Hare International Airport in Chicago.

Papagiannis-Museum
In Elliniko
"Paar"-Skulptur von Papagiannis
Am Seeufer in Ioannina